# Hugh Hastings († 1488)
Sir Hugh Hastings (* 1437; † 7. Juni 1488) war ein englischer Ritter und de jure 10. Baron Hastings.

## Leben
Er war ein Sohn von John Hastings (1410–1477), de jure 9. Baron Hastings, und Anne, Tochter des Thomas de Morley, 5. Baron Morley.
Zwischen 1479 und 1480 hatte er das Amt des Sheriffs von Yorkshire inne.
Er kämpfte mit Richard Duke of Gloucester, dem späteren König Richard III., 1482 bei der Eroberung von Berwick-upon-Tweed, das damals zu Schottland gehörte, und wurde dort am 24. Juli 1482 von diesem zum Knight Banneret geschlagen.
Im darauffolgenden Jahr war Sir Hugh erneut an der Seite von Richard III. im Kampf, diesmal gegen Henry Stafford, 2. Duke of Buckingham, der eine Rebellion gegen Richard III. anführte, die als „Buckingham's Rebellion“ in die Geschichte einging.
Sir Hugh Hastings führte zu Lebzeiten den Titel des Baron Hastings nicht, da dieser seit 1389, aufgrund eines Streits um die Erbschaft, ruhte. Erst 1841 wurde seiner Linie der Familie Hastings der Titel rückwirkend zuerkannt.
Er starb am 7. Juni 1488.

## Ehe und Nachkommen
Er war verheiratet mit Anne, Tochter des Sir William Gascoigne aus Gawthorpe in Yorkshire. Das Paar hatte folgende Kinder:
- Meryll Hastings (um 1460–vor 1515) ⚭ Sir Ralph Eure
- Elizabeth Hastings (* um 1461) ⚭ Sir Ralph Salvion
- Isabel Hastings (um 1463–1503) ⚭ Sir John Hotham
- Margaret Hastings (* um 1464) ⚭ John Cresacre
- Sir John Hastings (um 1466–1504), de jure 11. Baron Hastings
- Roger Hasting (um 1467–1497)
- Margery Hastings (um 1467–1514) ⚭ Sir John Mallory
- Charles Hastings (* um 1469)
- Robert Hastings (um 1471–nach 1507)
- Sir George Hastings (um 1474–1511)
- Anne Hastings (1475–nach 1507) ⚭ William Brown
- Sir Brian Hastings (um 1477–1540)
- Catherine Hastings (* 1480) ⚭ Sir John Melton